# Bill Viola

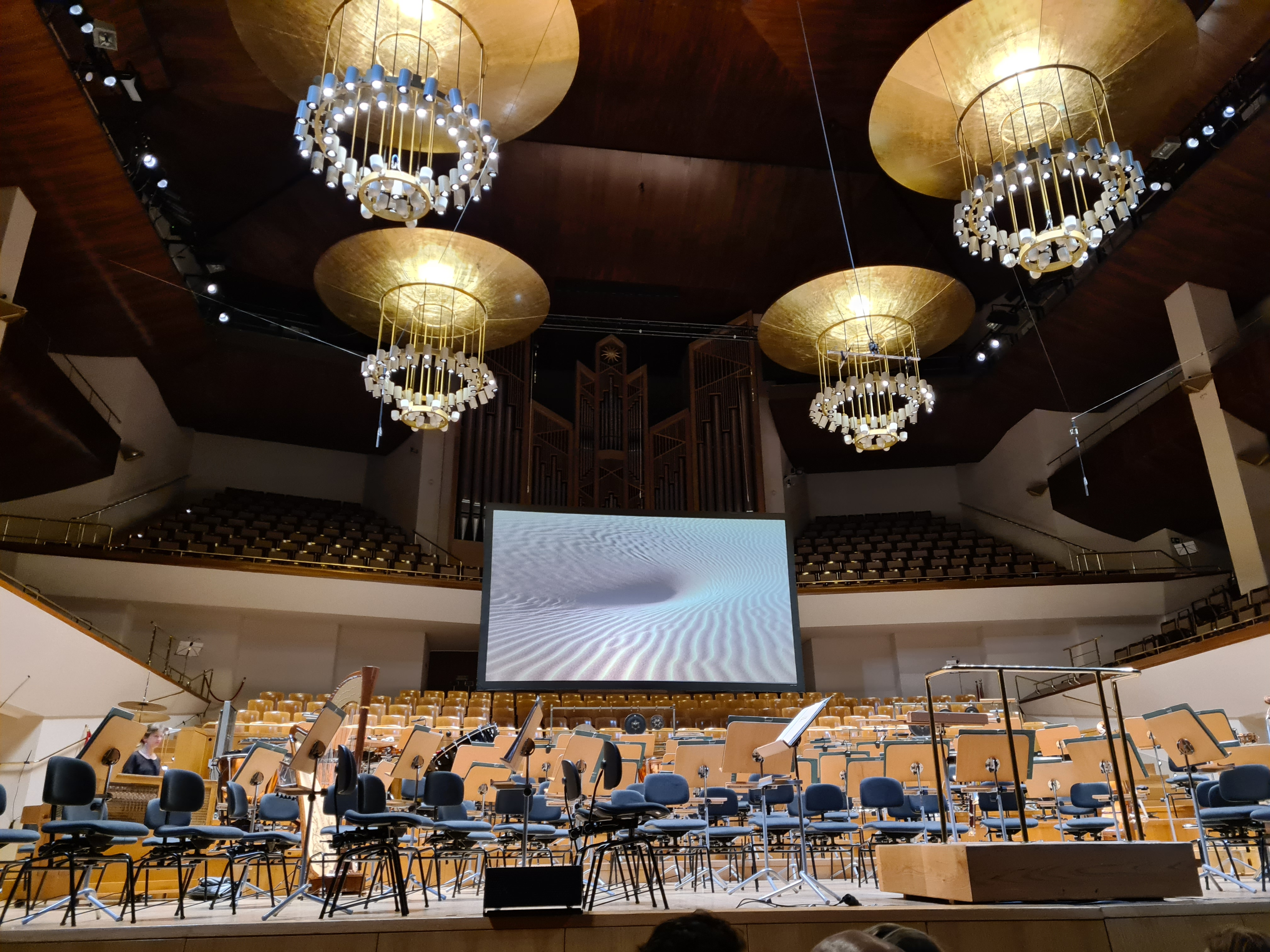
Madrid, Auditorio Nacional de Música, Focus Festival 1, 25 de mayo de 2023. Escenario preparado para que la Orquesta Nacional de España, dirigida por Francesc Prat, interprete Déserts de Edgar Varèse, con la proyección simultánea de la obra homónima de Viola.

Bill Viola (Nueva York, 25 de enero de 1951-Long Beach, 12 de julio de 2024) fue un videoartista, diseñador visual y director de cine estadounidense. Es considerado como una de las figuras más influyentes en la generación de artistas que utilizan los nuevos medios electrónicos audiovisuales. Sus obras engloban videoinstalaciones, ambientes auditivos y performance y las temáticas giran alrededor de las experiencias y preocupaciones de la condición humana, tales como el nacimiento, la muerte y la consciencia.

## Biografía
Bill Viola nace el 25 de enero de 1951 y crece entre Queens y Westbury, Nueva York. La vocación artística le surge ya en su infancia. Durante unas vacaciones con su familia en la montaña casi se ahoga en un lago, una experiencia que marcó tanto vida como su obra y que describe como «un mundo hermoso que jamás había visto; sin miedo y pacífico».
A principios de los años 70 el videoarte buscaba su lugar como forma artística autónoma y Viola fue testigo y partícipe de este proceso, influenciado por Bruce Nauman, Peter Campus, Vito Acconci, Nam June Paik, Joseph Beuys, Wolf Vostell, Frank Gillette, Ira Zinder, Juan Downey. Realiza sus estudios de bellas artes en la Universidad de Siracusa, centro pionero en la utilización de nuevos medios de expresión. 
Su primer trabajo fue como técnico de video en el Museo de arte de Everson (Siracusa). Entre 1973 y 1980 estudó y trabajó con el compositor David Tudor en el grupo de música Rainforest (posteriormente llamando "Composers Inside Electronics"). Durante esos años (entre 1974 y 1976) trabajó como director técnico en Art/Tapes/22, un videoestudio pionero en Florencia (Italia) donde contactó con otros videoartistas como Nam June Paik, Bruce Nauman y Vito Acconci. Posteriormente fue artista residente en la WNET Thirteen Television Laboratory en Nueva York.
A finales de los años 1970 y principios de los años 1980, sus ideas y su capacidad técnica experimentan un impulso, debido en parte al desarrollo de los medios audiovisuales y a su propia evolución en el plano personal. Su perspectiva vital da un giro; como él mismo explica:

Para mí, el paso de las ideas sobre perfección social a la idea de autoperfección constituyó un momento muy decisivo. Adopté esta idea, integrándola con la performance y el body art y partir de entonces he trabajado con ella (Walsh, John (ed.). Bill Viola: Las Pasiones (cat.exp). Textos de Peter Sellars y John Walsh. Conversación de Hans Belting y Bill Viola. Fuentes y notas de Bill Viola, Madrid, Fundación “la Caixa”, 2004, pág. 13.)

 Este cambio fue motivado por su descubrimiento de la religiosidad oriental (budismo, pensamiento zen, sufismo,…) y de los místicos cristianos (San Juan de la Cruz), en lo que parece una búsqueda de una espiritualidad transversal. Su inquietud espiritual y artística le llevó a viajar por todo el mundo, realizando numerosas grabaciones de artes y performance tradicionales en las Islas Solomon, Java e Indonesia. Algunas de las piezas resultantes son Chott El-Djerid (A Portrait in Light and Heat) en el desierto de Túnez, o Hatsu Yume, en Japón. 
En 1977 fue invitado a Universidad La Trobe (Melbourne, Australia) donde conoció a la fotógrafa Kira Perov, quien posteriormente se convertiría en su mujer y apoyo fundamental en su carrera. Trabajan y viajan juntos; en 1980 viven en Japón durante un año y medio en un encuentro intercultural con Estados Unidos donde estudian el Budismo con el Maestro Zen Daien Tanaka. 
En 1983, Viola es instructor de vídeo avanzado en el Instituto de Artes de California (Valencia, California. En 1995, Viola representó a los Estados Unidos en la 46.ª Bienal de Venecia, donde presentó una serie de trabajos llamado Buried Secrets, que incluyen uno de sus más conocidos: The Greeting, una interpretación contemporánea de La visitación de Pontormo. 
En 1998, Viola trabajó en el Getty Research Institute, en Los Ángeles. Más tarde sería elegido para la Academia Americana de las Artes y las Ciencias en 2000. En 2002 hizo Going forth by day, un cuadro digital proyectado en vídeo de alta definición y comisionado por el museo Guggenheim de Berlín y el museo Guggenheim de Nueva York. 
En 2003 muestra una de sus mayores obras: La pasión, inspirada en las tradiciones renacentistas y llevada a cabo con un slow motion cargadcmoción. Fue exhibida en Los Ángeles, Londres, Madrid y Canberra. En su proceso de maduración surge en él un interés creciente por el arte de periodos anteriores, específicamente por el arte tardo-medieval y renacentista. La muerte de su madre, que fue para el artista una experiencia extremadamente dolorosa, acentuó aún más su inclinación por lo espiritual, particularmente por su expresión en la pintura de dichas épocas.
En 2004, Viola empieza a trabajar en una nueva producción de la ópera de Richard Wagner Tristán e Isolda, una colaboración con el director Peter Sellars. Fue estrenada en la Ópera de París en 2005 y el video de Viola fue expuesto como LOVE/DEATH The Tristan Project en la galería Haunch of Venison de Londres en 2006. Durante 2007, el Centro Andaluz de Arte Contemporáneo de Sevilla organizó una exhibición en el palacio de Carlos V en la Alhambra, Granada, estableciendo un diálogo con la colección de bellas artes del museo.
En 2009, Viola fue premiado en el Premio Internacional de Cataluña, valorando el trabajo creativo como importante contribución al desarrollo cultura, científico o de valores humanos en cualquier parte del mundo.
La primera biografía de Bill Viola, Viola on video, fue escrita por Federico Utrera y publicada en España en 2011.

## Proyectos de videoarte
Mientras que muchos de los videoartistas han adaptado rápidamente las nuevas tecnologías a su medio, Viola rechazó primeramente la edición por ordenador. Probablemente la parte técnica más complicada de su obra sea el uso de un slow motion extremo.

### The Quintet Series
Esta serie, publicada en 2000, es una serie de cuatro vídeos donde muestra las expresiones de cinco actores a cámara tan lenta que puede apreciarse cada detalle que va cambiando en su expresión. La serie supone un desafío para el espectador ya que requiere gran concentración para poder seguir los cambios en las expresiones faciales.

### Ocean without a shore
En 2007, Viola fue invitado a la 52.ª Bienal de Venecia donde presentó esta instalación, que fue vista por más de 60.000 espectadores durante todo el festival, expuesta en la iglesia de San Gallo. En esta obra, Viola explora la vida y la muerte colocando en primer plano a personas sobre un fondo negro que parecen expulsar agua de sí mismos como si se tratasen de cascadas; el agua sale de su cuerpo como si renaciesen. Mientras que algunos parecen simplemente gotear agua, del último -un anciano que resplandece bajo la luz verde- sale a borbotones. Con esta obra Viola habla de cómo los muertos no están muertos y de cómo, a través del agua, pueden ser conscientes de nuevo.
Actualmente, Ocean without a shore se encuentra expuesta en la instalación permanente de PLANTA, de la Fundació Sorigué en Lérida.

### Observance
Esta obra, que data de 2002, puede ser tomada como respuesta al ataque terrorista sufrido el 11 de septiembre de 2001 en Nueva York. En ella, coloca la cámara frente a una fila de personas que edades variadas, que muestran un estado de dolor y, antes de ceder el espacio a la persona siguiente de la fila, les miran de forma tranquila pero intensa.

### The Tristan Project
En 2004, Viola fue invitado por el director de Ópera Peter Sellars para crear secuencias de vídeo que serían proyectadas en el fondo durante la representación de Tristán e Isolda de Wagner. Usando su característico y extremo slowmotion, las piezas utilizando a los actores para trasladar las metáforas que había bajo la obra de Wagner. 

### The night Journey
En 2005, comenzó a trabajar con la EA Game Innovation Lab para el videojuego experimental The night journey, un proyecto basado en la historia universal del viaje místico de un individuo hacia la iluminación, y que fue presentado en abril de 2010.

### Bodies of lights
En octubre de 2009, Viola expuso de forma individual este proyecto en la galería James Cohan de Nueva York. Se trata de una exposición de imágenes alternadas que evocan el concepto de recuerdos fugaces.

## Las tres estructuras
Bill Viola entiende tres estructuras diferentes para describir los patrones de estructura de información: la estructura ramificada, la estructura de matriz y la estructura esquizoide.
La estructura ramificada es la más común. En ella, el espectador se mueve en el tiempo desde la parte superior a la parte inferior. La estructura de ramificación es la narrativa típica de lectura lineal: el espectador va desde un punto A a un punto B trazando una ruta exacta, la misma que cualquier otro lector tomaría.
La segunda estructura de matriz es aquella en la que se sigue una progresión no lineal a través de la información, algo que ocurre por ejemplo con los medios de comunicación. El espectador puede entrar en cualquier momento, moverse en cualquier dirección y a cualquier velocidad. Al igual que la anterior, tiene también ciertos perímetros establecidos, pero sin embargo en esta la ruta la define cada usuario, pudiendo tomar decisiones que afectarán a su experiencia y visualización. Esta idea conecta con El jardín de senderos que se bifurcan de Borges, donde el participante tiene una variedad de opciones sobre cómo ver la historia que se despliega ante ellos, pudiendo trazar diferentes rutas.
Por último, la estructura esquizoide es casi o puramente aleatoria. Todo es irrelevante y pertinente al mismo tiempo, los espectadores pueden perderse en esta estructura y no encontrar nunca la salida.

## Premios
- 2009 Eugene McDermott Award in the Arts, MIT, Cambridge[10]
- 2010 Doctor Honorario de la Universidad de Lieja[11]